# Verdamicina
La Verdamicina è un antibiotico amminoglicosidico prodotto da Micromonospora grisea.

## Attività
La verdamicina è dalle 2 alle 3 volte più attiva rispetto alla gentamicina o alla tobramicina contro i batteri Gram-positivi, e da 1,5 a 3 volte più efficace contro i Gram-negativi, ad eccezione di Pseudomonas.

## Tossicità
La tossicità acuta della verdamicina è simile a quella della sisomicina, inferiore a quella della gentamicina o torbamicina. Studi sul gatto hanno evidenziato una minore atassia della verdamicina rispetto a quella provocata da gentamicina alle stesse dosi.